# Rudnia (rejon ostrowiecki)
Rudnia (biał. Рудня, Rudnia; ros. Рудня, Rudnia) – wieś na Białorusi, w obwodzie grodzieńskim, w rejonie ostrowieckim, w sielsowiecie Michaliszki, przy granicy z Litwą.

## Historia
W dwudziestoleciu międzywojennym trzy zaścianki Rudnia I, II i III leżące w Polsce, w województwie wileńskim, w powiecie święciańskim, do 11 kwietnia 1929 w gminie Łyntupy, następnie w gminie Żukojnie.
Po II wojnie światowej w granicach Związku Sowieckiego. Od 1991 w niepodległej Białorusi. Do początku XXI w. znajdował się tu przystanek kolejowy Rudnia, położony na linii Łyntupy – Podbrodzie.